# 渡辺国重

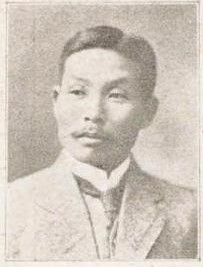
渡辺国重

渡辺 国重（渡邊、渡邉 國重、わたなべ くにしげ、1871年9月15日（明治4年8月1日）- 1950年（昭和25年）3月10日）は、日本の政治家。衆議院議員（1期）。

## 経歴
熊本県天草郡、のちの亀場村（本渡市を経て現天草市）出身。小学校教員、台湾総督府雇、同鳳山県属、台北庁税務課長、台湾採脳拓殖(資)支配人、新竹製脳(株)取締役、高砂製糖(株)専務取締役を経て、台湾興業(株)社長、台湾肥料(株)監査役、日本電報通信社取締役となる。また、マレー半島ジョホール王国にてゴムを栽培し、南洋拓殖公司を経営した。
1912年の第11回衆議院議員総選挙において熊本県郡部から中央倶楽部公認で立候補して当選した。衆議院議員を1期務め、その後は立憲同志会に入り、1915年の第12回衆議院議員総選挙には立候補しなかった。1950年に死去した。